# Mistrzostwa Afryki w Piłce Siatkowej Mężczyzn 1997
XI Mistrzostwa Afryki w piłce siatkowej mężczyzn odbyły się po raz pierwszy w historii w Nigerii. Najlepsze reprezentacje w Afryce zmierzyły się w miejscowości Lagos. W mistrzostwach wystartowało 8 reprezentacji. Reprezentacja Tunezji zdobyła swój szósty złoty medal mistrzostw Afryki w historii.

## Klasyfikacja końcowa
| Miejsce | Reprezentacja     |
| ------- | ----------------- |
|         | Tunezja           |
|         | Kamerun           |
|         | Algieria          |
| 4.      | Nigeria           |
| 5.      | Egipt             |
| 6.      | Senegal           |
| 7.      | Południowa Afryka |
| 8.      | Botswana          |